# Dodajte svitla
Dodajte svitla (in ucraino Додайте світла?) è un singolo della cantante ucraina Dorofjejeva, pubblicato il 6 marzo 2025.

## Video musicale
Il video musicale, diretto da Ruslan Machov, è stato reso disponibile in concomitanza con l'uscita del brano attraverso il canale YouTube dell'artista.

## Tracce
Testi di Nadija Dorofjejeva, Ivan Klymenko e Mychajlo Kacurin, musiche di Nadija Dorofjejeva, Ivan Klymenko, Anton Kurki e Mychajlo Kacurin.
1. Dodajte svitla – 2:32

## Formazione
- Dorofjejeva – voce, produzione
- Ivan Klymenko – produzione
- Anton Kurki – mastering, missaggio
- Stas Čornyj – mastering, missaggio

## Classifiche
| Classifica (2025) | Posizione massima |
| ----------------- | ----------------- |
| Ucraina           | 2                 |